# Ueda
Ueda (japanisch 上田市, -shi) ist eine Großstadt im Osten der Präfektur Nagano im Zentrum der japanischen Hauptinsel Honshū. Das Gebiet der heutigen Stadt Ueda umfasst seit dem 6. März 2006 die alte Stadt Ueda und die ehemals selbstständigen Kommunen Maruko, Sanada und Takeshi. In der Stadt befindet sich der Tokida-Campus der Shinshū-Universität.
Ueda liegt im Nordosten der Präfektur Nagano zwischen Matsumoto und der Präfekturhauptstadt Nagano. Von Nagano ist Ueda ca. 40 km entfernt. Die Entfernung nach Tokio beträgt ungefähr 190 km. Seit den Olympischen Winterspielen 1998 verfügt die Stadt über eine Anbindung an das Shinkansen-Netz durch die Strecke Tokio-Nagano.

## Geographie
Die Stadt liegt in den Japanischen Alpen und auf einer durchschnittlichen Höhe von 456 Metern über dem Meeresspiegel. Nördlich und südlich des bewohnten Stadtgebietes gibt es bis zu 2000 Meter hohe Gebirgszüge, die teilweise als Nationalparks ausgewiesen sind.
Durch das Gebiet fließt der Shinano (Chikuma) in ost-westlicher Richtung. Durch zahlreiche weitere Flüsse ist das Stadtgebiet sehr wasserreich. Die Gegend ist reich an Gebirgswäldern.

## Geschichte
Ueda ist eine alte Burgstadt, in der zuletzt ein Zweig der Fujii-Matsudaira mit einem Einkommen von 50.000 Koku bis 1868 residierten. Reste der Burg sind erhalten.

## Verkehr

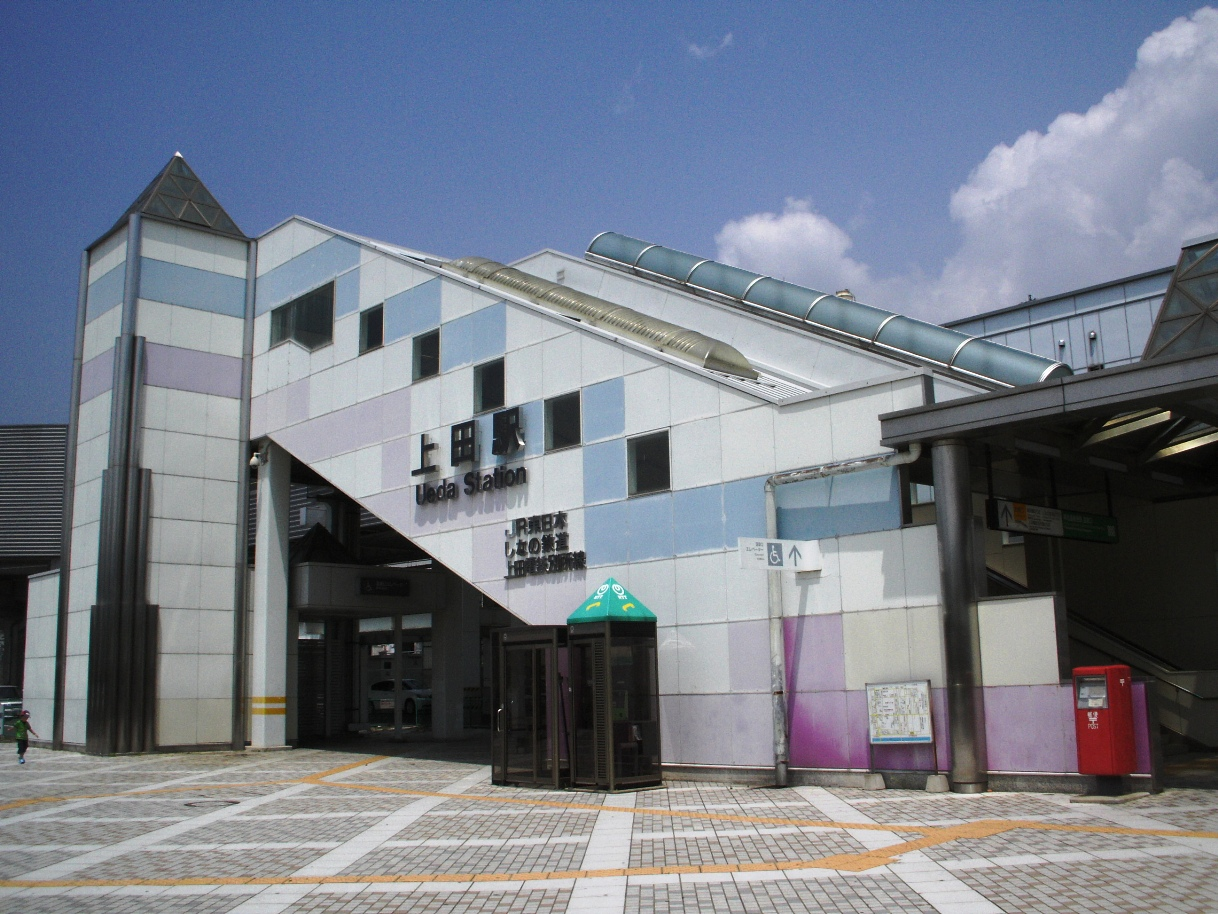
Bahnhof Ueda

Ueda ist über die Jōshin’etsu-Autobahn, die Nationalstraße 18 nach Takasaki und Jōetsu, die Nationalstraßen 143 nach Matsumoto und die Nationalstraße 144 erreichbar.
Der Bahnhof Ueda liegt an der von JR East betriebenen Schnellfahrstrecke Hokuriku-Shinkansen von Tokio über Kanazawa nach Tsuruga. Ebenso verlaufen hier die Shinano-Linie der Bahngesellschaft Shinano Tetsudō zwischen Karuizawa und Nagano sowie die Bessho-Linie der Ueda Dentetsu.

## Städtepartnerschaften
- Davos im Kanton Graubünden, Schweiz
- Ningbo, Volksrepublik China

## Söhne und Töchter der Stadt
- Sanada Yukimura (1567–1615), Samurai
- Yamagiwa Katsusaburō (1863–1930), Pathologe
- Masao Kume (1891–1952), Schriftsteller
- Toshiaki Maruyama (* 1959), Nordischer Kombinierer

Ueda in der Präfektur Nagano

- Rieko Kanai (* 1981), Skispringerin
- Yūki Hashizume (* 1990), Fußballspieler

## Angrenzende Städte und Gemeinden

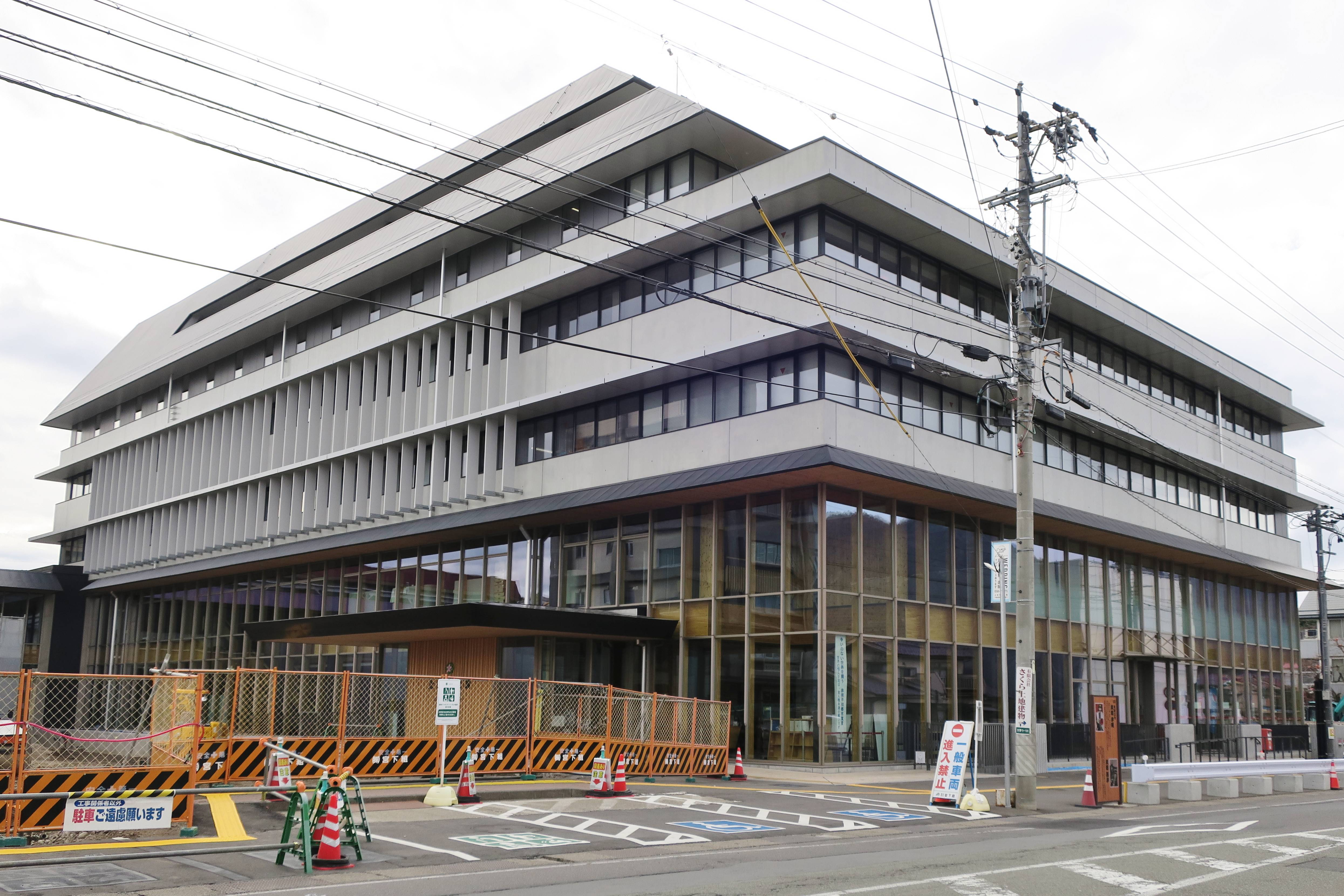
Rathaus

- Nagano
- Matsumoto
- Suzaka
- Chikuma
- Tōmi